# Житниці (притока Гірського Тікичу)
Житниці — річка у Жашківському районі Черкаської області, ліва притока Гірського Тікичу (басейн Південного Бугу).

## Опис
Довжина річки 17 км, похил річки — 1,9 м/км. Формується з багатьох безіменних струмків та водойм. Площа басейну 66,4 км².

## Розташування
Житниці бере початок на південному заході від села Литвинівки. Тече на південний схід через села Житники та Вільшанка. У селі Бузівка впадає у річку Гірський Тікич, ліву притоку Тікичу.

## Галерея

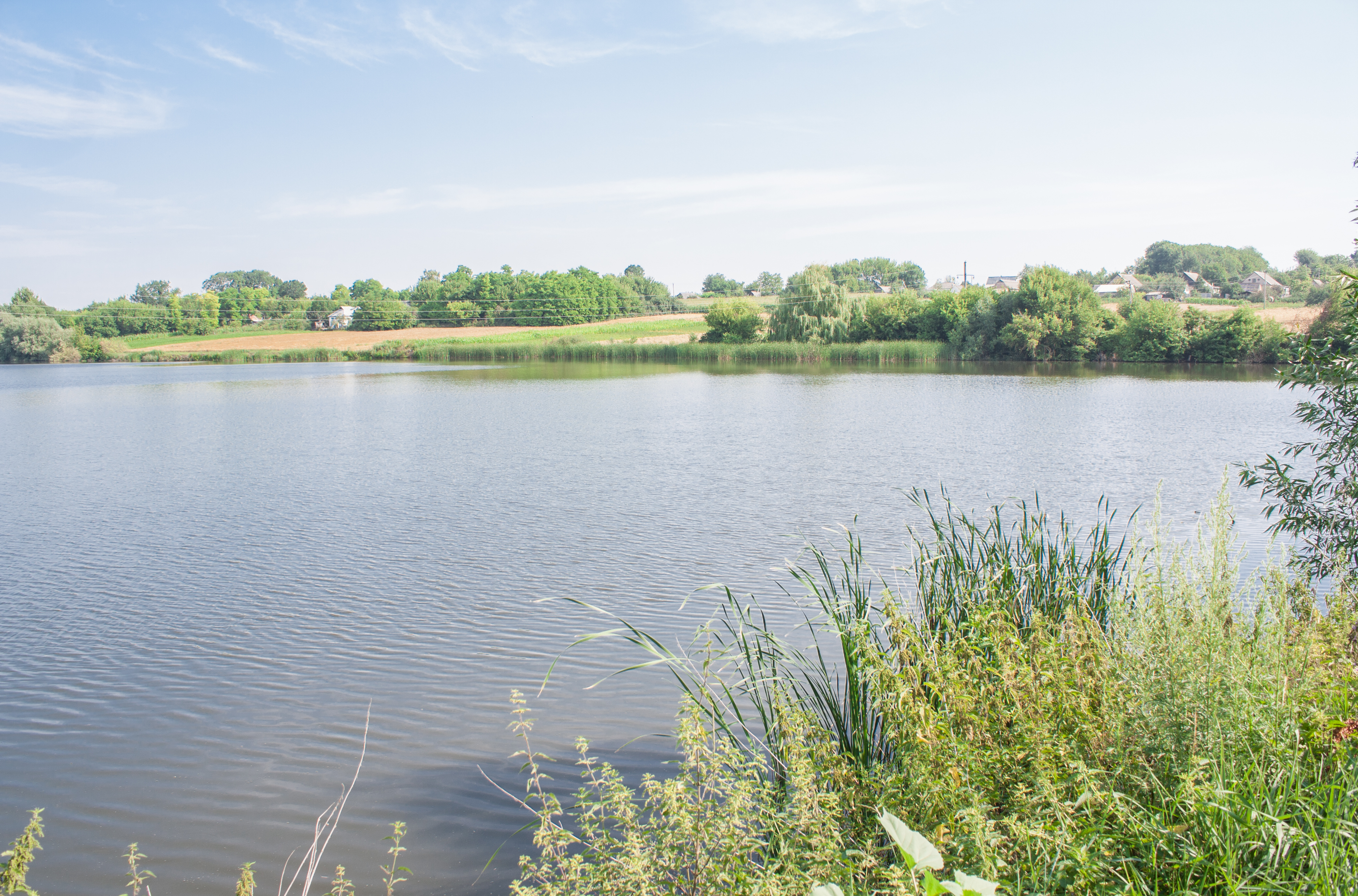
Ставок на річці в селі Вільшанка
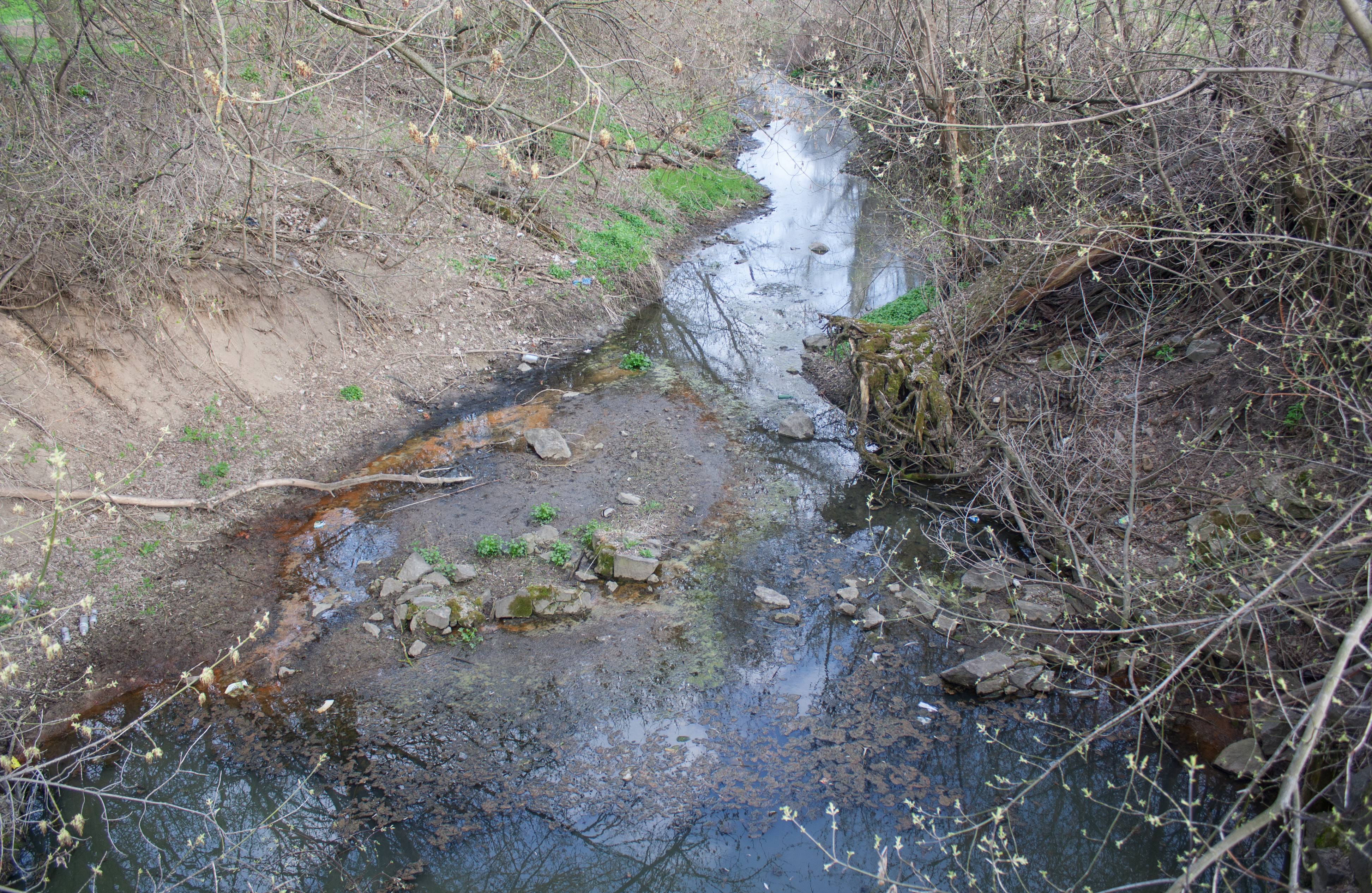
Річка в селі Бузівка